# Elementi del gruppo 7

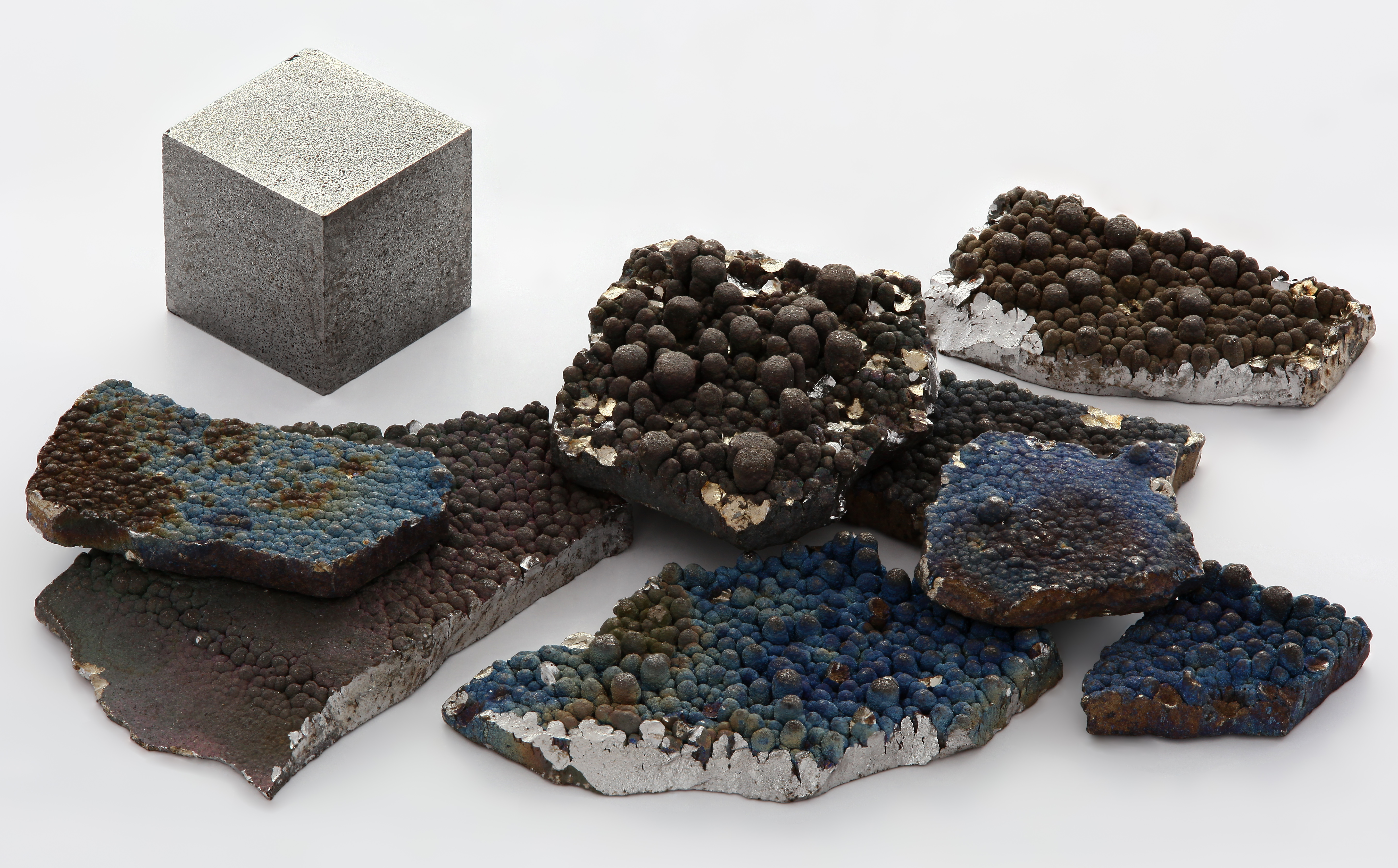
Frammenti di manganese puro al 99,99% vicino ad un cubo di 1 cm^{3} di manganese puro al 99,99%.

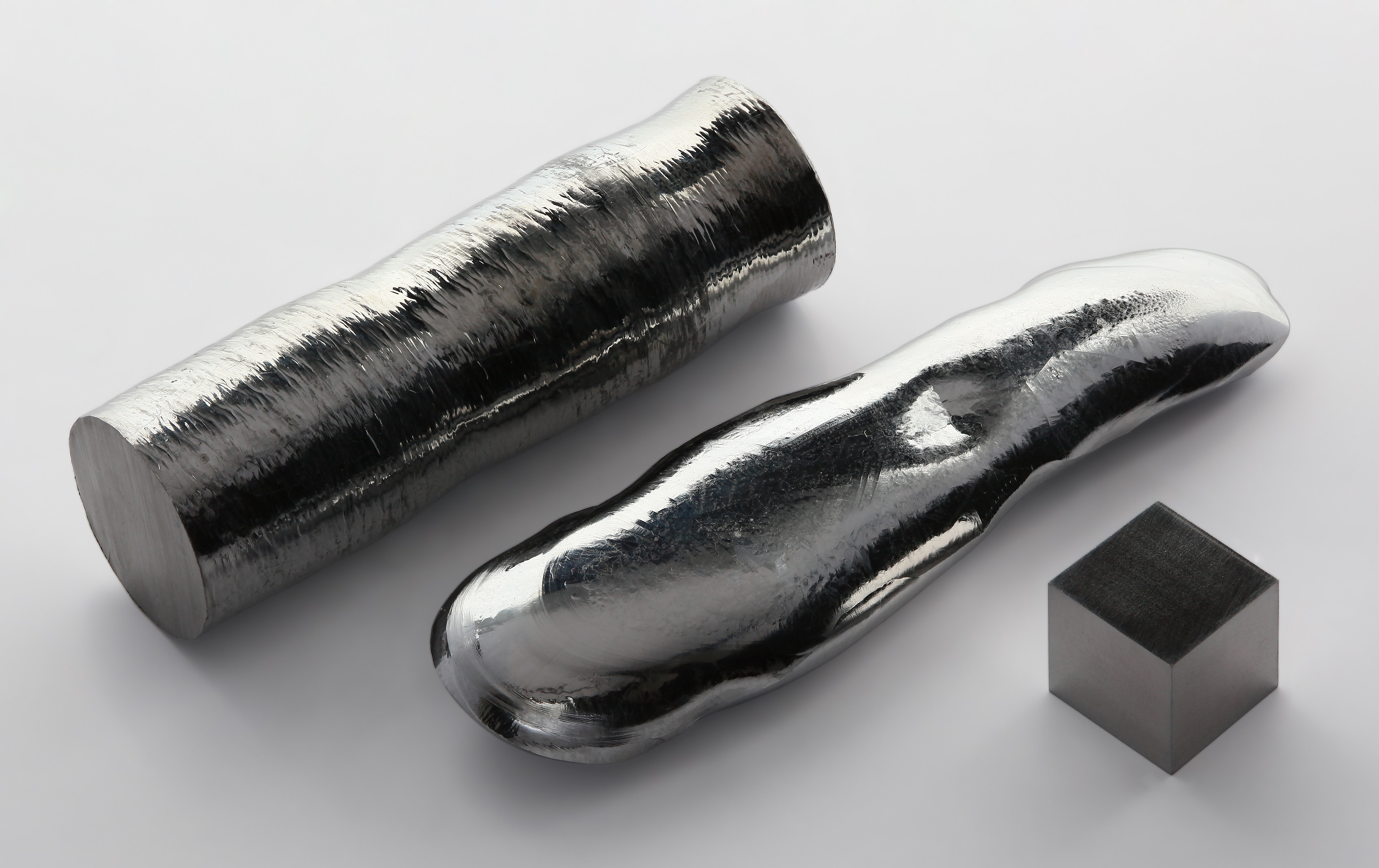
Un cristallo singolo di renio puro al 99,999% vicino a una barretta di renio puro al 99,995% e ad un cubo di 1 cm^{3} di renio puro al 99,99%.

Gli elementi del gruppo 7 sono: manganese (Mn), tecnezio (Tc), renio (Re) e bohrio (Bh). Il gruppo 7 fa parte del blocco d della tavola periodica e i suoi componenti sono metalli di transizione. Il manganese è un metallo di notevole importanza industriale, mentre tecnezio e renio sono molto rari sulla terra e hanno usi molto più limitati. Il bohrio è un elemento artificiale radioattivo; ne sono stati prodotti solo alcuni atomi e le sue proprietà chimiche sono poco note. Nella nomenclatura precedente questo gruppo era denominato VIIA o VIIB a seconda di diverse convenzioni usate rispettivamente in Europa e negli Stati Uniti d'America. Il gruppo 7 non deve essere confuso con i vecchi gruppi "VIIB" (sistema europeo) o "VIIA" (sistema americano) che in realtà sono il gruppo 17.
| Legenda dei colori della tabella a destra: | Metalli di transizione |

A temperatura ambiente questi elementi sono tutti solidi; il colore rosso per il numero atomico indica che l'elemento è sintetico e non si trova in natura.

## Fonti
Il manganese è il dodicesimo elemento per abbondanza sulla crosta terrestre; ogni anno si producono circa 10 milioni di tonnellate di manganese ricavandolo principalmente da pirolusite (MnO2) e rodocrosite (MnCO3). Il tecnezio è un elemento radioattivo, naturalmente presente sulla terra solo in tracce nei minerali di uranio, dove si forma per fissione di quest'ultimo. Tuttavia si stima che in seguito a reazioni nucleari provocate dall'uomo siano state prodotte circa 80 tonnellate di tecnezio fino al 2011. Il tecnezio viene ricavato dalle barre di combustibile nucleare esausto. Il renio è un elemento molto raro: risulta il settantasettesimo per abbondanza sulla crosta terrestre. Non esistono minerali sfruttabili per ricavare il renio, che si ottiene in primo luogo come sottoprodotto dalla raffinazione elettrolitica del rame. Se ne producono circa 55 tonnellate l'anno.

## Tossicità e ruolo biologico
Il manganese è essenziale per tutti gli esseri viventi. Nell'uomo è necessario per il funzionamento di vari enzimi. Un corpo umano ne contiene circa 12 mg, contenuto soprattutto nelle ossa. Polveri e fumi contenenti manganese possono danneggiare il sistema nervoso centrale, e alcune specie come il permanganato (MnO4–) sono tossiche, ma in genere il manganese non è pericoloso. Il tecnezio è radioattivo e non ha alcun ruolo biologico. La quantità che viene impiegata in alcuni esami medici è così piccola che la sua radioattività non crea problemi. Anche il renio non ha ruoli biologici. È un elemento così raro che ci sono pochi dati sulla sua tossicità, che sembra comunque molto bassa.

## Applicazioni
Il manganese metallico è troppo fragile per essere usato puro, mentre viene aggiunto a leghe di acciaio per migliorarne forza e resistenza all'usura, ad esempio per binari, casseforti e canne di fucili. I composti commercialmente più rilevanti del manganese sono il diossido MnO2, usato nell'industria della gomma e come catalizzatore, e il solfato MnSO4, usato per ottenere manganese metallico tramite riduzione elettrochimica, e per la sintesi di fungicidi. L'uso principale del tecnezio è in ambito medico: l'isotopo tecnezio-99m viene impiegato nelle tecnica diagnostica detta immunoscintigrafia, dove viene incorporato in anticorpi monoclonali che vanno a legarsi a cellule tumorali. Il renio è usato principalmente in superleghe per costruire pale di motori a reazione e turbine. Trova inoltre impiego in leghe usate in filamenti riscaldanti e termocoppie, e come catalizzatore nell'industria chimica.

## Proprietà degli elementi

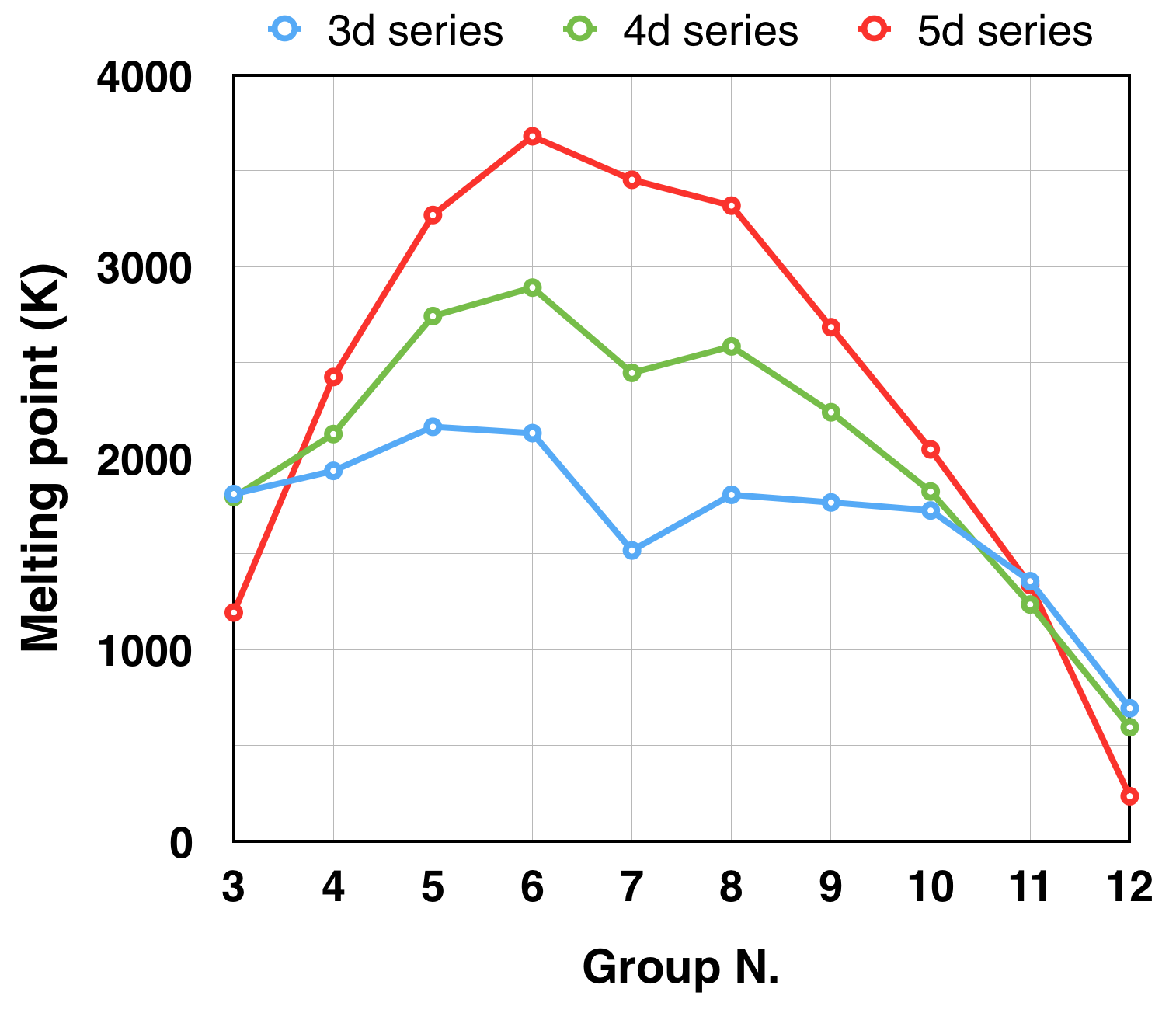
Punti di fusione degli elementi del blocco d.

Manganese, tecnezio e renio sono elementi metallici, con aspetto lucido e argenteo. Confrontandoli con gli elementi del gruppo 6 emergono andamenti attesi: gli elementi del gruppo 7 sono un po' più difficili da ossidare e hanno dimensioni un po' più piccole. Tecnezio e renio, i due elementi più pesanti, hanno dimensioni quasi identiche come conseguenza della contrazione lantanidica. Gli elementi di questo gruppo hanno sette elettroni nei sei orbitali esterni d ed s; la necessità di accoppiare almeno due elettroni fa calare il numero di elettroni spaiati da usare in legami con atomi vicini, e quindi a partire da questo gruppo la forza del legame metallico inizia a calare, come segnalato dal calo del punto di fusione dei metalli.
| Proprietà                               | Manganese    | Tecnezio     | Renio             |
| --------------------------------------- | ------------ | ------------ | ----------------- |
| Peso atomico (u)                        | 54,94        | 98,91        | 186,21            |
| Configurazione elettronica              | [Ar] 3d5 4s2 | [Kr] 4d6 5s1 | [Xe] 4f14 5d5 6s2 |
| Punto di fusione (°C)                   | 1244         | 2200         | 3180              |
| Punto di ebollizione (°C)               | 2060         | 4567         | ≈5650             |
| Densità (g/cm3a 25 °C)                  | 7,43         | 11,5         | 21,0              |
| Raggio metallico (pm)                   | 127          | 136          | 137               |
| Raggio ionico M(VII) (pm)               | 46           | 56           | 53                |
| Elettronegatività (Pauling)             | 1,5          | 1,9          | 1,9               |
| Entalpia di fusione (kJ·mol−1)          | ≈13,4        | 23,8         | ≈34               |
| Entalpia di vaporizzazione (kJ·mol−1)   | 221          | 585          | 704               |
| Entalpia di atomizzazione (kJ·mol−1)    | 281          | -            | 779               |
| Resistività elettrica a 20 °C (Ω·m·108) | 185          | -            | 19,3              |

## Reattività chimica e andamenti nel gruppo[2][3][4]
Anche in questo gruppo l'elemento più leggero si comporta in maniera marcatamente diversa dai due congeneri più pesanti, che risultano più simili tra loro. Il manganese metallico si ossida più facilmente di tutti i suoi vicini nella tavola periodica (E° Mn2+/Mn = -1,18V), e in generale reagisce più facilmente. Allo stato massivo l'aria lo ossida solo superficialmente, ma si infiamma quando è in forma finemente suddivisa. Reagisce con l'acqua liberando idrogeno e si scioglie in acidi diluiti per dare lo ione Mn2+. Con i non metalli è poco reattivo a freddo, ma è molto reattivo a caldo, formando ad esempio Mn3O4, Mn3N2 e MnCl2 rispettivamente per reazione con ossigeno, azoto e cloro.
Tecnezio e renio sono meno reattivi del manganese e molto simili tra loro. Allo stato massivo sono resistenti all'ossidazione, mentre sono più reattivi in forma suddivisa. Per solubilizzarli è necessario usare H2SO4 concentrato o acidi ossidanti come HNO3. Ad ogni modo Tc e Re sono elementi di scarso interesse rispetto a Mn, e la loro chimica è molto meno sviluppata.
Per gli elementi di questo gruppo si osservano un gran numero di stati di ossidazione. Procedendo nella serie di transizione è cresciuto il numero di elettroni d e l'energia dei corrispondenti orbitali non si è ancora abbassata al punto da rendere indisponibile parte degli elettroni. Di conseguenza è ancora possibile ottenere molti stati di ossidazione positivi, fino al massimo di gruppo +7. Come stati di ossidazione negativi si può arrivare a –3 in composti come M(CO)43–.

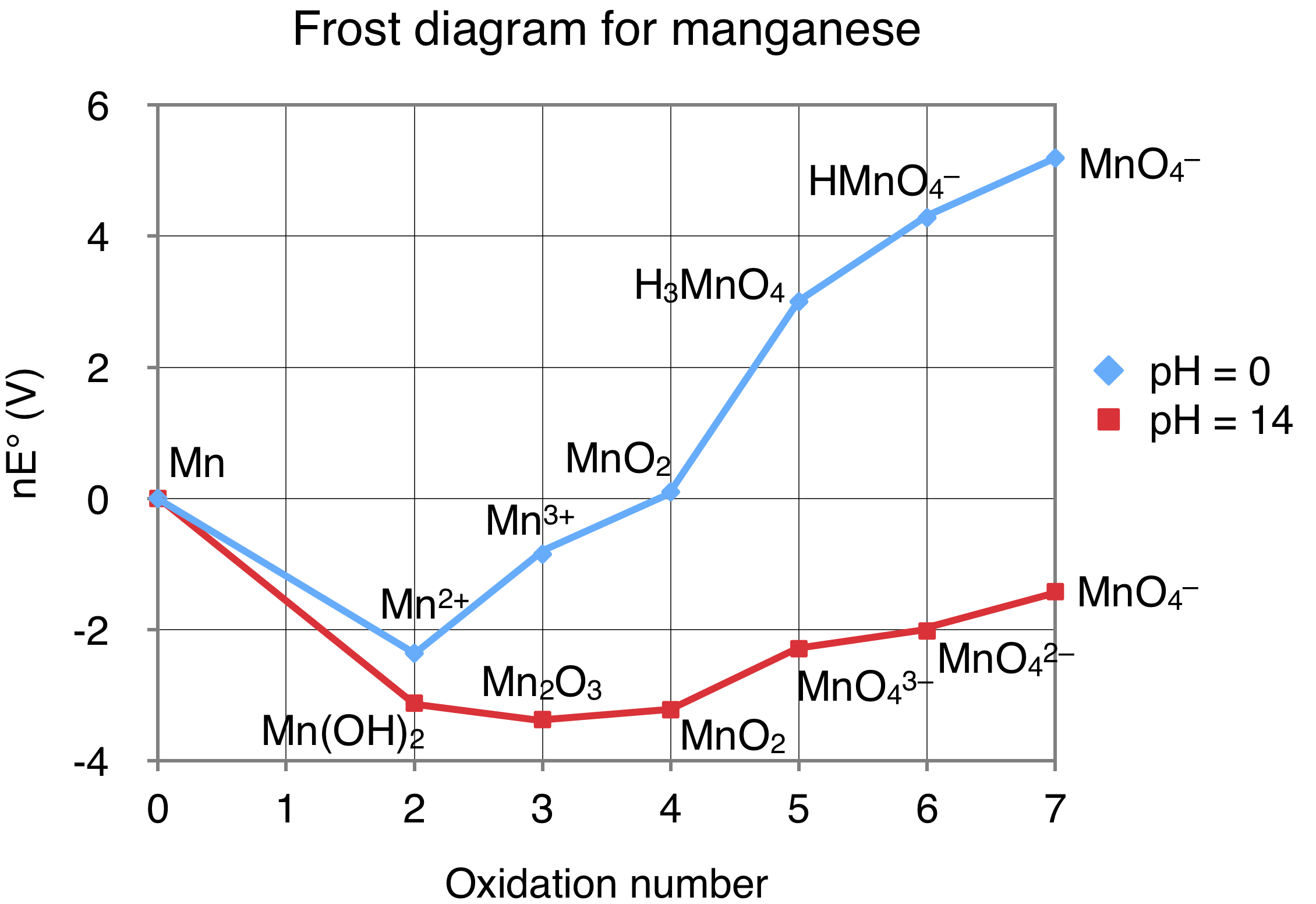
Diagramma di Frost per il manganese.

Esaminando il diagramma di Frost del manganese si vede che in soluzione acida lo stato di ossidazione più stabile è il +2, rappresentato dallo ione Mn2+; questa stabilità è da attribuire alla configurazione elettronica t2g3eg2 dello ione Mn2+ in campo ottadrico (d5 ad alto spin), con tutto il livello d esattamente semiriempito. Nello stato di ossidazione +7 lo ione permanganato MnO4– è invece un fortissimo ossidante in soluzione acida, più forte di quanto sia il Cr(VI) nel gruppo precedente. Negli stati di ossidazione +6 e +3 si osserva disproporzione. In soluzione basica lo stato di ossidazione più stabile è di fatto +4 (MnO2). Notare che, come spesso succede, in soluzione basica è molto più facile raggiungere gli stati di ossidazione elevati rispetto alla soluzione acida.
Scendendo lungo un gruppo nel blocco d si osserva comunemente una maggiore preferenza e stabilità degli stati di ossidazione più elevati, e questo succede anche per tecnezio e renio, nei quali gli stati di ossidazione più importanti sono +4 e +5, soprattutto in osso complessi come ReOCl52–. Lo stato +2 esiste in pochi complessi, ma non c'è uno ione M2+ analogo a Mn2+. Lo stato di ossidazione +7 (TcO4– e ReO4–) risulta molto meno ossidante rispetto a MnO4–.
Si può inoltre notare che da questo gruppo scompare la chimica dei polianioni osservata nei precedenti gruppi 5 e 6.